# 索菲娅·威廉斯-代·布鲁云
索菲娅·威廉斯-代·布鲁云（Sophia Theresa Williams-de Bruyn、1938年—）是南非反種族隔離運動者。她是第一屆南非傑出國民服務婦女獎（Women's Award for exceptional national service）的得主，也是目前唯一在世的1956年南非女性大遊行領袖。

## 早年生活
索菲娅·威廉斯-代·布鲁云是在Villageboard出生，當地住著許多不同民族的人。她是弗朗西絲·伊麗莎白（Frances Elizabeth）和亨利·歐內斯特·威廉姆斯（Henry Ernest Williams）的孩子。索菲娅曾提到她母親想要幫助別人的熱情，也讓她有了同理心。
索菲娅的父親在第二次世界大戰從軍，母親帶著一家人搬到特別為有色人種規劃的住房項目，名稱為Schauder。索菲娅在天主教聖詹姆學校（Saint James Catholic School）就學，後來輟學開始在紡織廠工作。Van Lane紡織廠的工人希望她「解決他們和老闆之間的問題」，索菲娅最後成為店裡的管理者。索菲娅最後成為伊莉莎白港紡織工會的執行委員。

## 政治生涯
索菲娅是南非工會代表大會（SACTU）的創始成員之一。1950年代南非通過居民需依種族進行登記的人口登記法，此時索菲娅成為南非有色人组织（Coloured People's Congress）的全職組織者。
1956年8月9日，索菲娅、莉蓮·恩古伊、拉希瑪·穆薩、海倫·約瑟夫、艾伯蒂娜·西蘇魯及伯莎·格索瓦（Bertha Gxowa）在比勒陀利亞的聯合大廈發起了南非女性大遊行，參與的女性超過二萬人，遊行的目的目的是抗議政府實施通行證法，要求女性出門要攜帶通行證。索菲娅當年才十八歲，是數位帶領者中最年輕的。她們躲過了大門的警衛，將請願書放在部長的門外。後來通過了Coloured Population Act，南非有色人组织指派索菲娅和舒拉米斯·繆勒一起處理通行證法的相關議題。
索菲娅在1959年和亨利·本尼·納托·代·布魯雲（Henry Benny Nato De Bruyn）結婚，他們有三個小孩。亨利是參與解放運動的運動者，也是南非有色人组织準軍事部隊民族之矛中的士兵。他們的家也成為其他反種族隔離人士（例如Raymond Mhlaba、Elias Motsoaledi及Wilton Mkwayi）的避風港。
亨利在1964年被迫流亡到贊比亞的盧薩卡（Lusaka），在盧薩卡接受任命，成為非洲人國民大會（ANC）中區域政治委員會的主席。索菲娅在六年後也一同參與，1977年完成學業並取得教師文憑，同時也在盧薩卡擔任非洲人國民大會的管理者
。非洲人國民大會在1980年成立教育委員會，她是四位創始成員之一。該委員會為所羅門·馬蘭古自由學院安排課程。此學院是流亡的非洲人国民大会在1978年於坦桑尼亚的Mazimbu所成立的。
後來非洲人国民大会已經合法，索菲娅和亨利也回到南非。亨利後來擔任南非駐約旦大使，於1999年過世。索菲娅曾經是性別平等委員會（Commission of Gender Equality）的成員，在2004年加入豪登省議會，在2005年至2009年擔任副議長，後來到南非的國會。

## 後續
索菲娅於2016年8月9日在普勒托利亞的南非女性大遊行六十週年紀念活動上，向群眾發表演說。
索菲娅在1999年獲得伊達·姆茲瓦納銀獎。索菲娅在2001年獲得第一屆的南非傑出國民服務婦女獎（Women's Award for exceptional national service），同年也獲得聖雄甘地獎。
索菲娅目前是非洲人国民大会政黨在豪登省的議員。

## 外部連結
- Profile of an Icon: Sophia Williams de Bruyn （页面存档备份，存于）
- Interview with Sophia Williams-De Bruyn （页面存档备份，存于） (audio)